# Tczewska Stocznia Rzeczna
 Tczewska Stocznia Rzeczna – zakład przemysłu metalowego i stoczniowego, istniejący do 2011 roku, mieszczący się w Tczewie. Pierwsze wzmianki o warsztatach naprawy łodzi i statków rzecznych przy tczewskim porcie zimowym pochodzą z roku 1888. W dwudziestoleciu międzywojennym władze II Rzeczypospolitej zdecydowały o rozbudowie warsztatów. W 1930 roku ukończono poszerzanie basenu portowego i przewidziano miejsce na budynki stoczni. Po II Wojnie Światowej warsztaty remontowe podporządkowane były Państwowemu Zarządowi Wodnemu w Tczewie, a od 1 stycznia 1950 roku zaczęły podlegać Gdańskiej Stoczni Rzecznej. Powstanie samodzielnej stoczni datuje się na 26 marca 1954 roku, kiedy to Tczewska Stocznia Rzeczna uzyskuje osobowość prawną. Lata 1958-1963 to okres raptownego rozwoju zakładu: wzniesiono murowane hale produkcyjne, halę prefabrykacji kadłubów, dokonano mechanizacji wyciągów. Pochylnię wyposażono w dźwig samojezdny, a biura technologiczne i konstrukcyjne znalazły siedzibę w nowym budynku administracyjnym. 
W roku 1964 stocznia zatrudniała 409 pracowników, a w latach 70' pomiędzy 860-1000 stając się jednym z największych zakładów przemysłowych miasta Tczewa. Okres po transformacji systemowej to początek kryzysu i upadku Tczewskiej Stoczni Rzecznej. 8 czerwca 1991 roku zakłady podlegają rejestracji pod nową nazwą - Stocznia Tczew Sp. z o.o. W związku z brakiem perspektyw prywatyzacyjnych i pogarszaniem się sytuacji ekonomicznej zakładu Sąd Rejonowy w Gdańsku ogłasza postępowanie upadłościowe dnia 22 września 2004 roku. Mimo problemów finansowych produkcja trwa nieprzerwanie. W roku 2008 stocznia wyprodukowała 4 kadłuby, wykonywano działalność usługową z zakresu przemysłu metalowego i mechanicznego. Do 31 lipca 2010 roku zakład wyprodukował 2 kadłuby oraz świadczył drobne usługi branżowe. Zatrudnienie na poziomie ok. 100 pracowników utrzymuje się do końca istnienia przedsiębiorstwa. Podjęcie uchwały o likwidacji ma miejsce 21 stycznia 2011 roku, po fiasku w procesie prywatyzacyjnym, na rzecz firmy Zremb Chojnice S.A.

## Jednostki wyprodukowane przez stocznię
W całym okresie swojego istnienia z pochylni Tczewskiej Stoczni Rzecznej zwodowano:

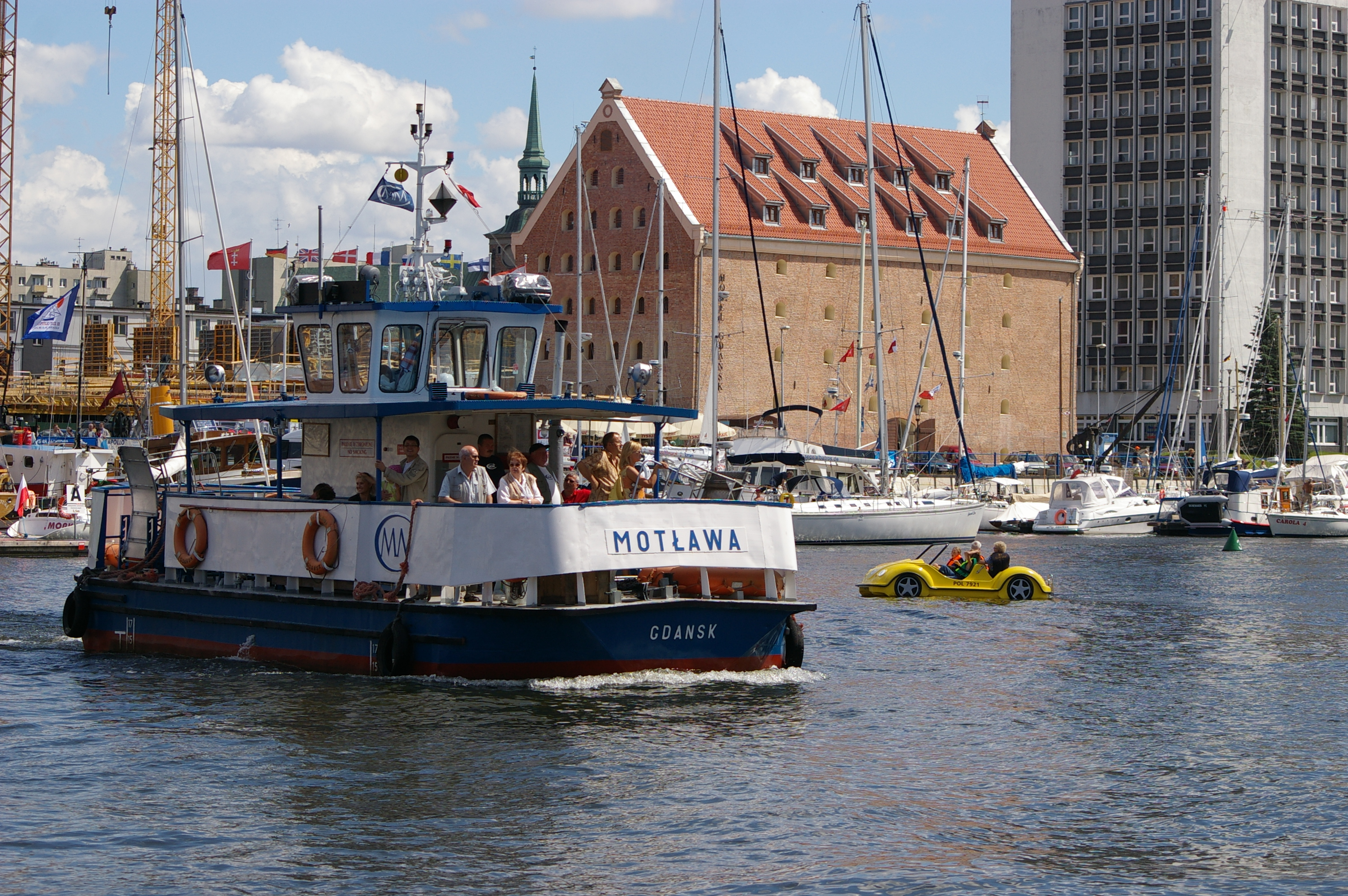
Prom "Motława"

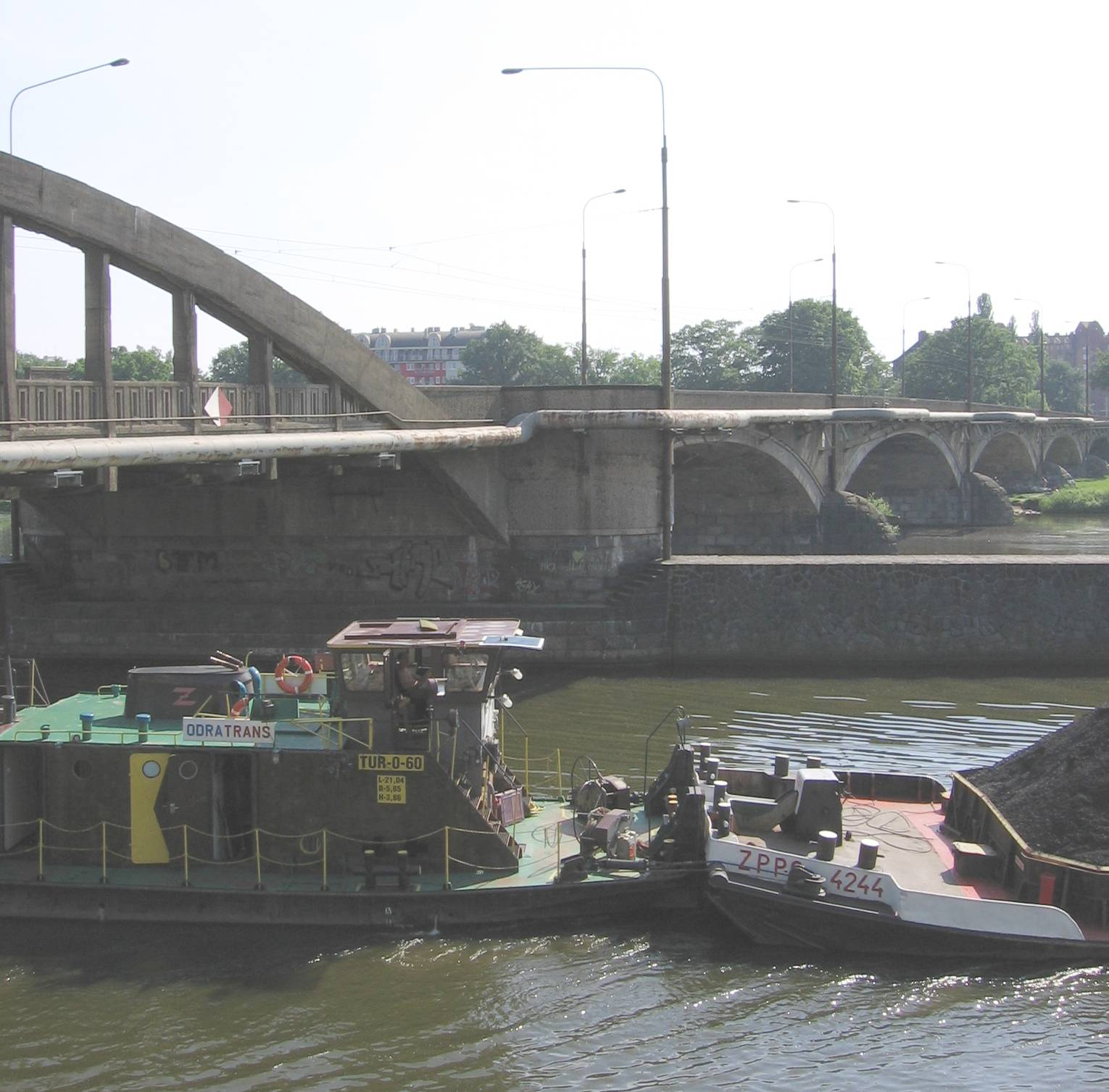
Pchacz typu "Tur"

- 209 pchaczy typu Bizon, Tur, Koziorożec, Muflon, Daniel,
- 120 kadłubów holowników i kutrów rybackich różnych typów,
- 27 pontonów motorowych,
- kilkanaście sztuk pogłębiarek ssąco-refulujących,
- 13 zestawów barek pchanych,
- 2 kadłuby statków pełnomorskich,
- Prom pasażerski Motława,
- setki innych jednostek, w tym modele badawczo-prototypowe, kutry hydrograficzne, spulchniacze hydrauliczne itp.